# .lt
.lt為立陶宛國家及地區頂級域（ccTLD）的域名。該域名於1992年6月3日啟用。考纳斯理工大学負責域名註冊業務。任何人均可註冊二級域名。

## 外部連結
- IANA .lt whois information（页面存档备份，存于）
- .lt domain registration website（页面存档备份，存于）